# Les Bancalades (Torallola)
Les Bancalades és una partida rural constituïda per camps de conreu de secà del terme municipal de Conca de Dalt, a l'antic terme de Toralla i Serradell, al Pallars Jussà, en territori del poble de Torallola.
Està situada al sud-est de Torallola, al nord de la Via i de lo Comellar. Està delimitada a ponent per la Pista de Torallola.